# 16 Scorpii
16 Scorpii är en vit underjätte i Skorpionens stjärnbild.
16 Scorpii har visuell magnitud +5,42 och är svagt synlig för blotta ögat vid normal seeing. Den befinner sig på ett avstånd av ungefär 250 ljusår.